# アレクサンダー・デニス・E500

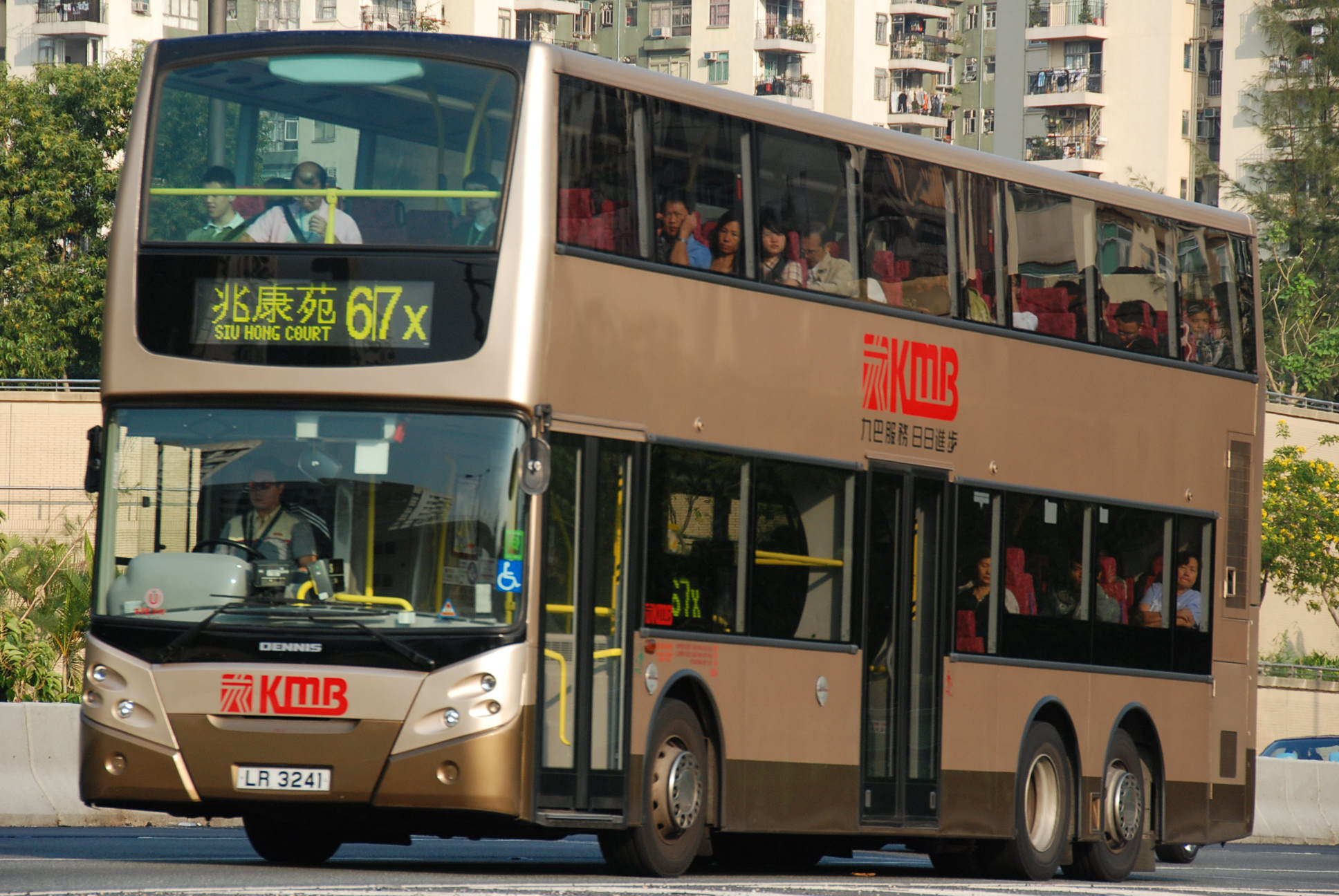
香港の九龍バスは、エンバイロ・500の最大のユーザーである。

エンバイロ500（Enviro500、略称：E500）は、イギリスのアレクサンダー・デニスが主に国外向けに生産する3車軸の2階建てノンステップバスである。
この製品はデニス時代のデニス・トライデント・3を継承する製品である。

## 概要
デニス・トライデント・3の後継車種として2002年に生産を開始した。香港など亜熱帯地域への対策として冷房を設置したが、カナダ等の寒地向け車両にも設置されている。
一方、ネバダ州などの猛暑と乾燥の天気に対策し、冷房器の冷凍能力もエンジンの冷却も強化されている。

## 世界各地の利用

### アジア

#### 香港
シティバス、新世界第一バス、九龍バス、MTRバスなどの路線バス会社が本車を使用しているほか、電力会社の中華電力も社用車として使用している。

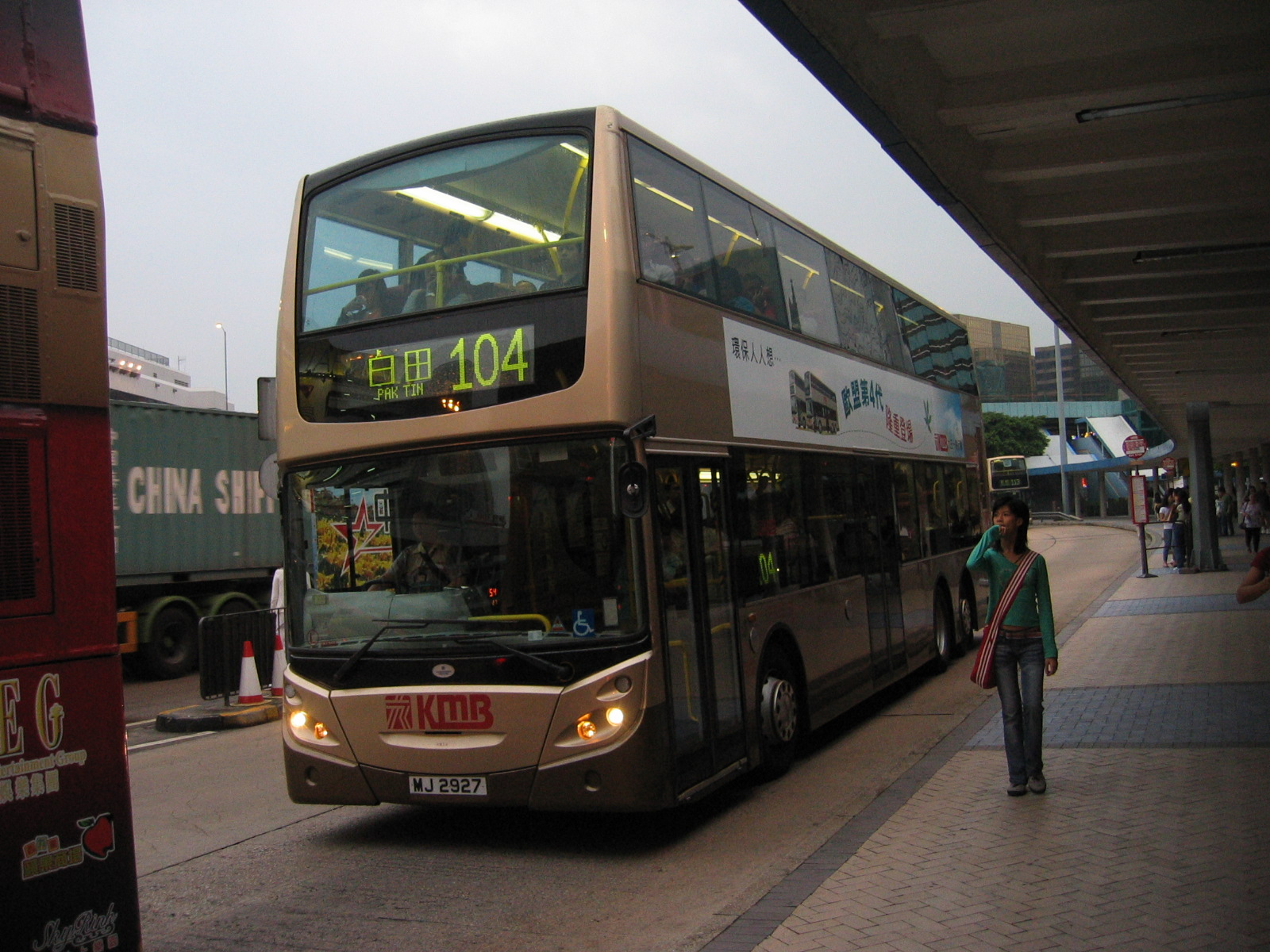
E500、長さ12m、九龍バス
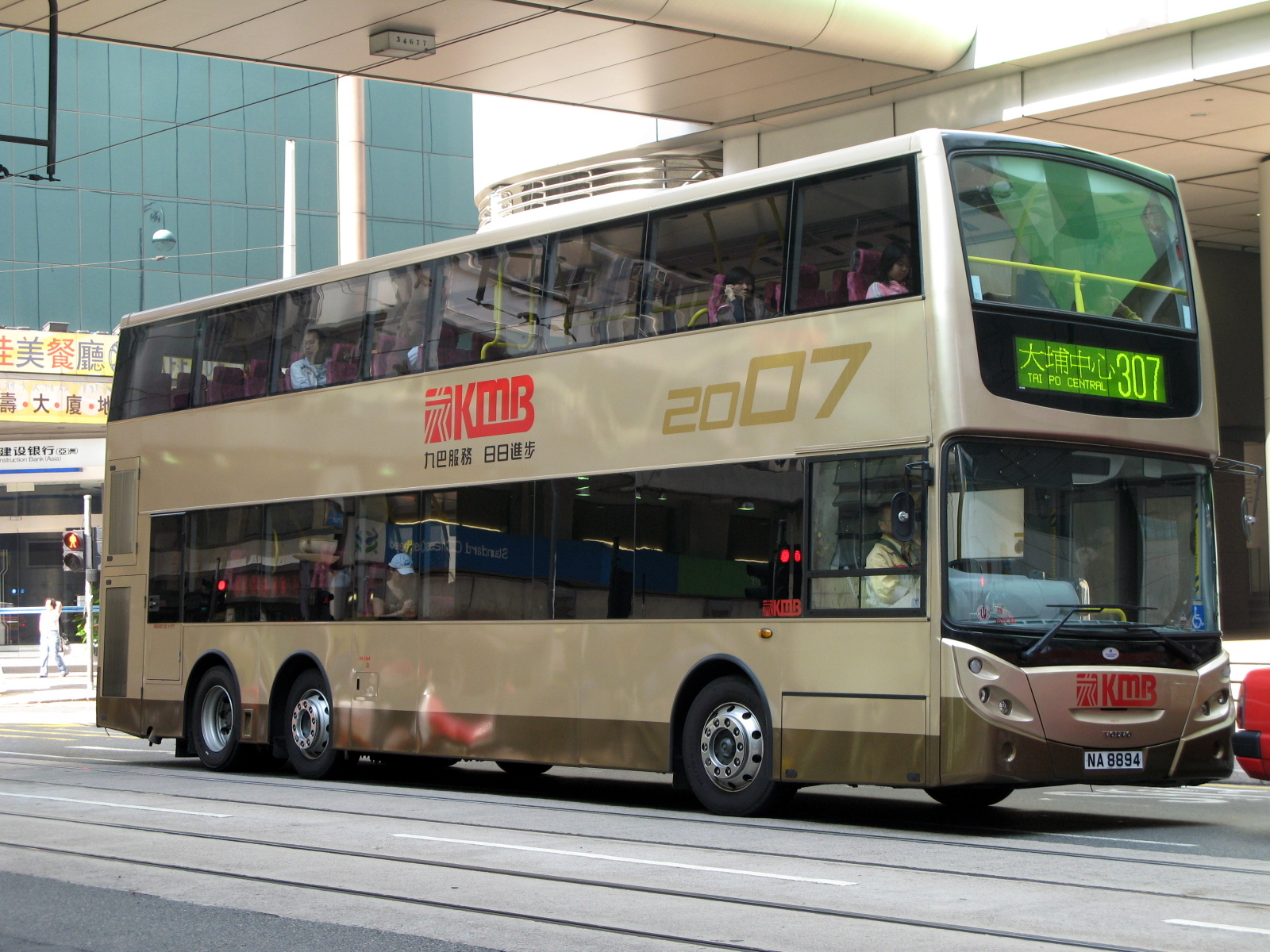
E500の車体を持つボルボ・B9、九龍バス
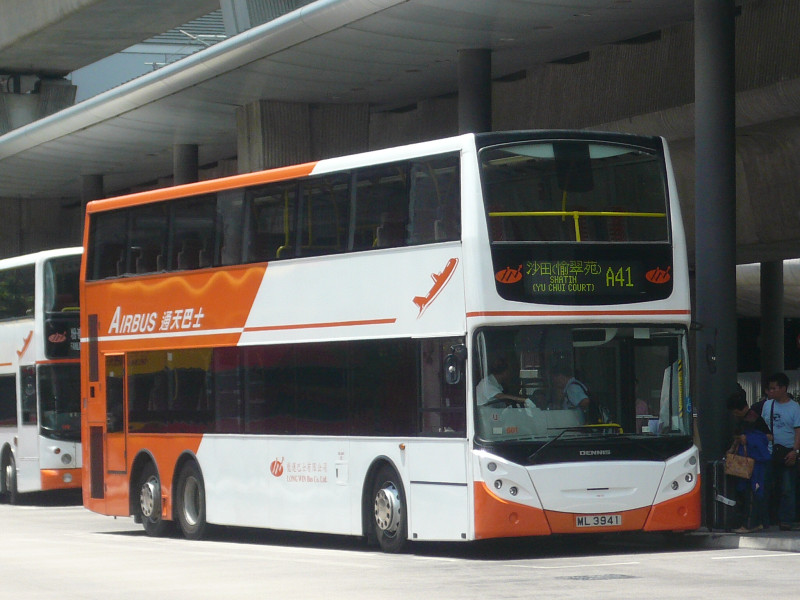
E500、長さ12m、龍運バス（九龍バスの完全的な子会社）
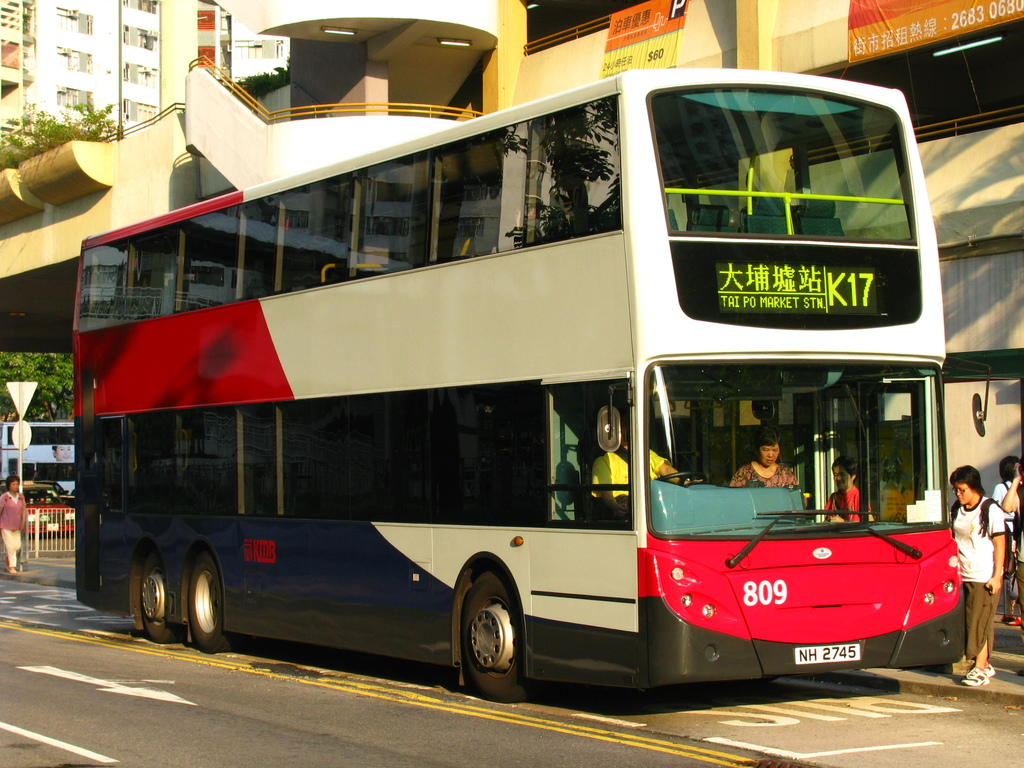
E500、長さ12m、香港MTRバス
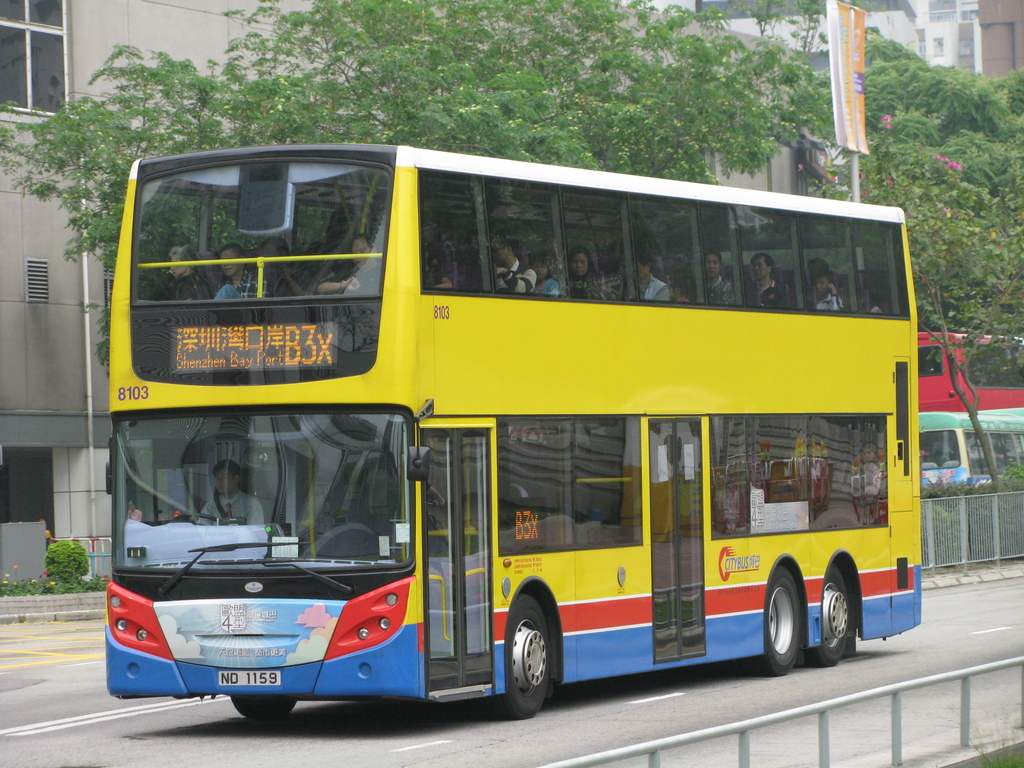
E500、長さ12m、香港のシティバス
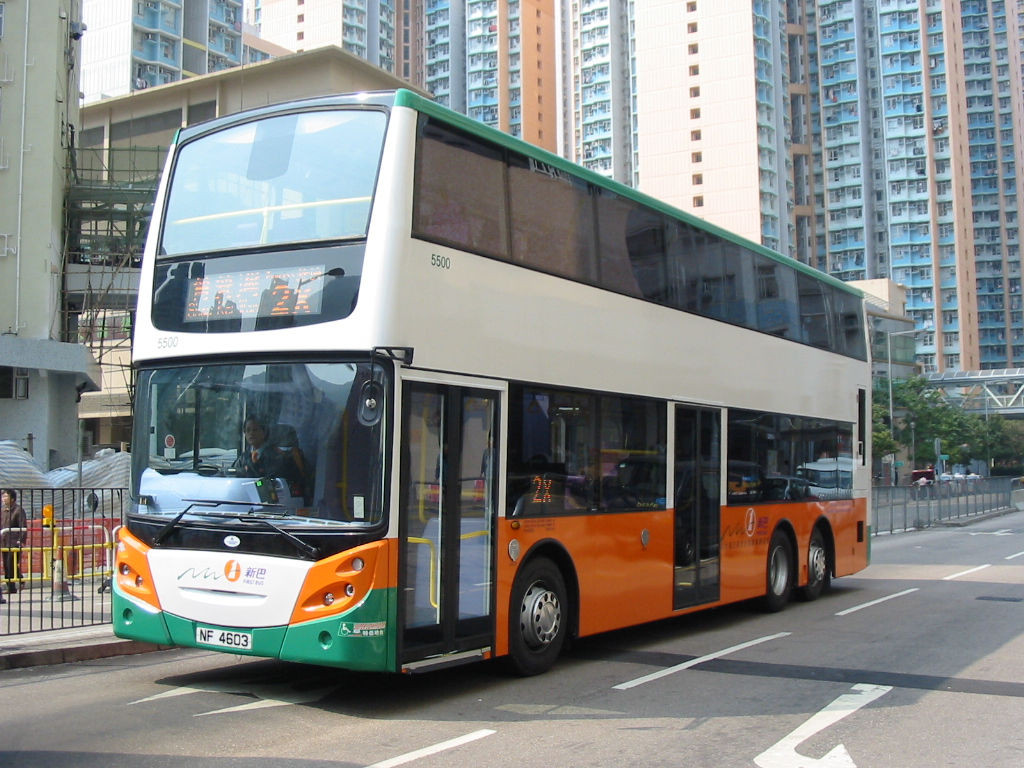
E500、長さ12m、新世界第一バス
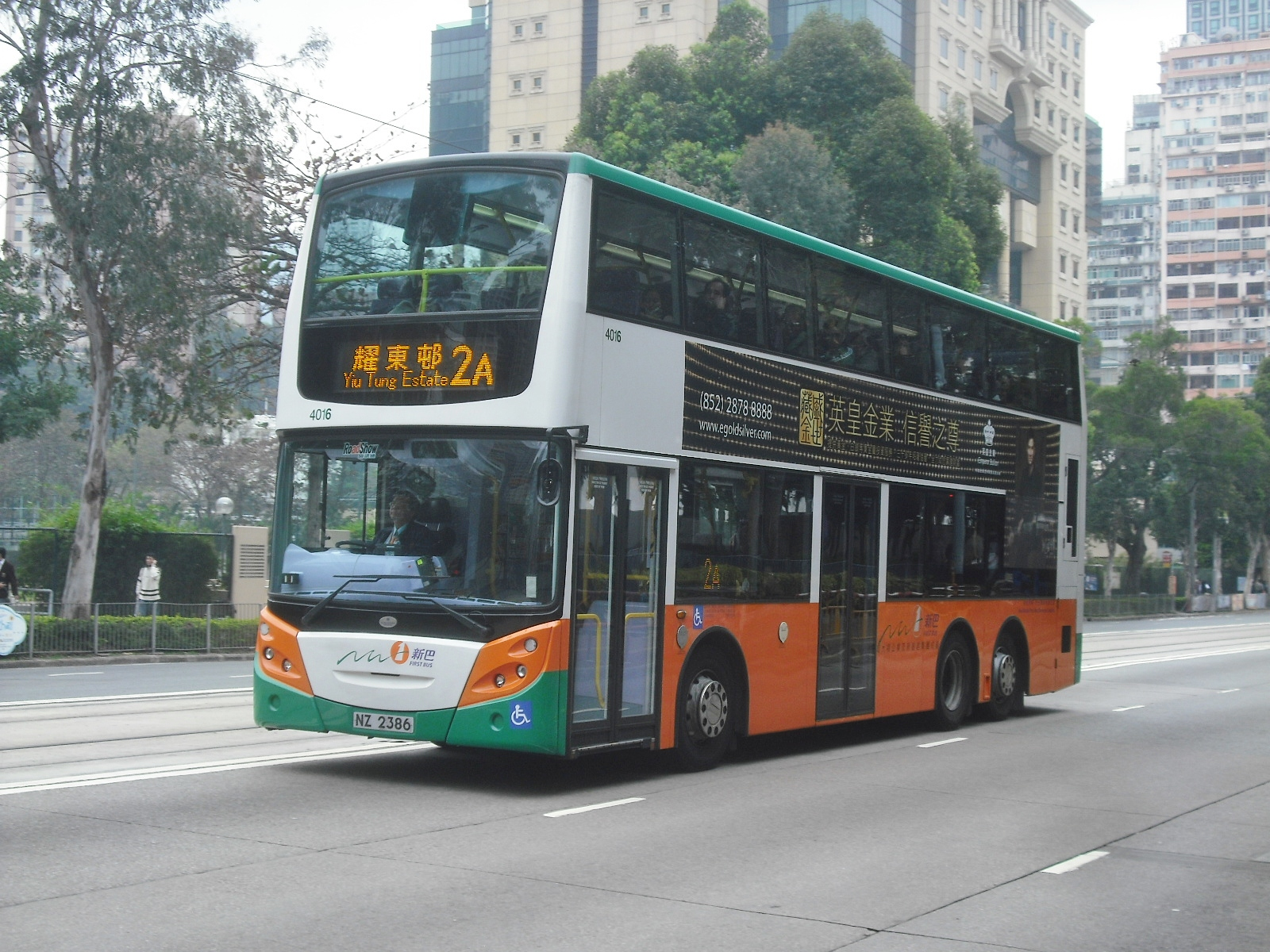
E500、長さ11.3m、新世界第一バス
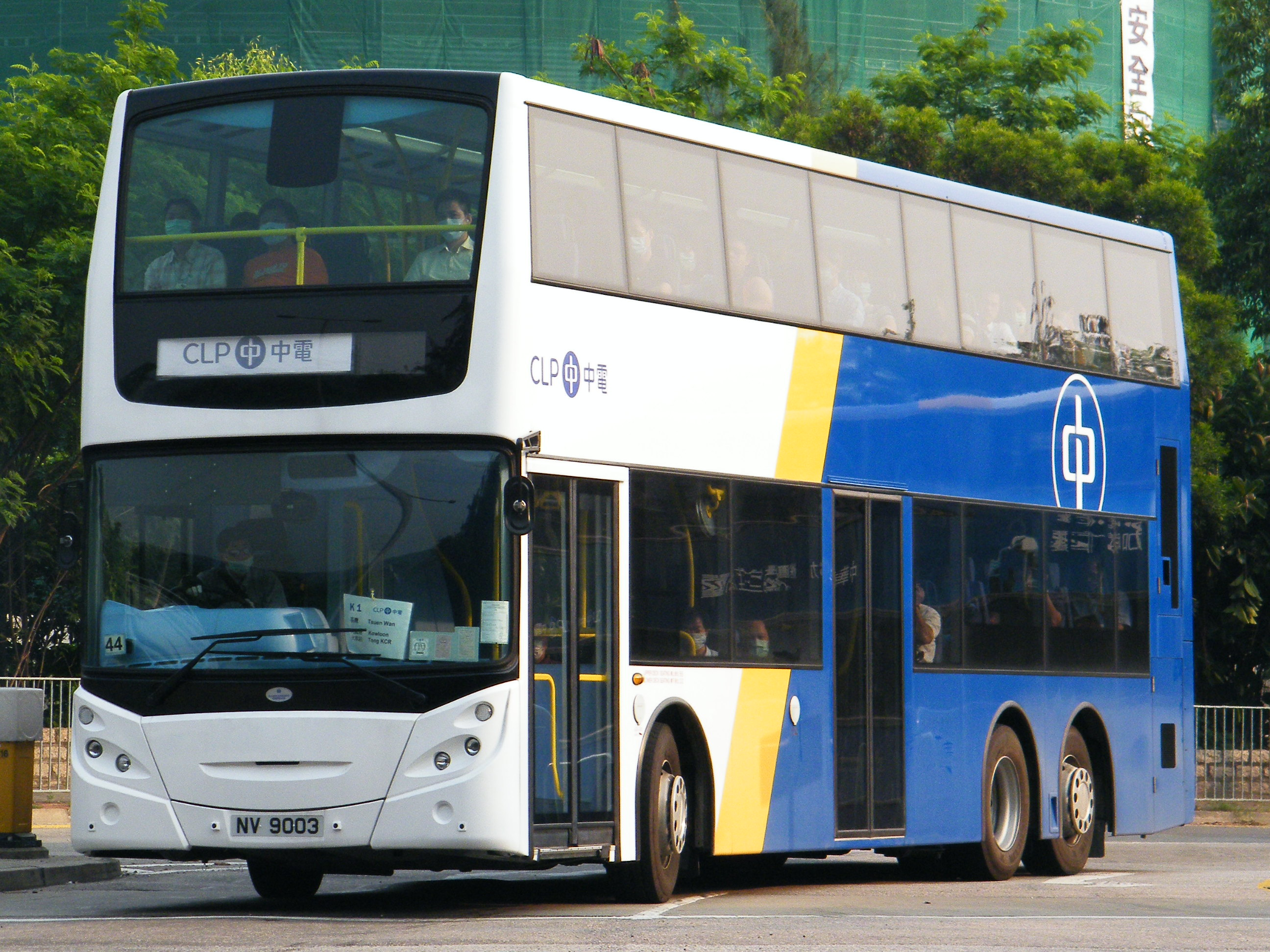
E500、長さ12m、中華電力

#### 大韓民国
ソウル首都圏では、隣接する京畿道内各地とソウル市内との間を高速道路や自動車専用道路経由で結ぶ広域直行バスが運行されているが、朝夕ラッシュ時は輸送力が不足し、立席乗車が常態化していた。本来シートベルト着用が義務付けられている区間での立席乗車の危険性が問題視され、2014年から立席乗車の禁止が励行されることとなったものの十分な輸送力の確保は難しく、各地で乗り残しが多発し社会問題化するに至った。このため広域直行バスの輸送力を増強し、立席乗車や乗り残し問題の解消を図る事業が試行されることとなり、本車の北米向け仕様車（左ハンドル）が輸入され、京畿道広域直行バスの混雑路線を中心に2014年11月から2015年にかけて試用が行われた。

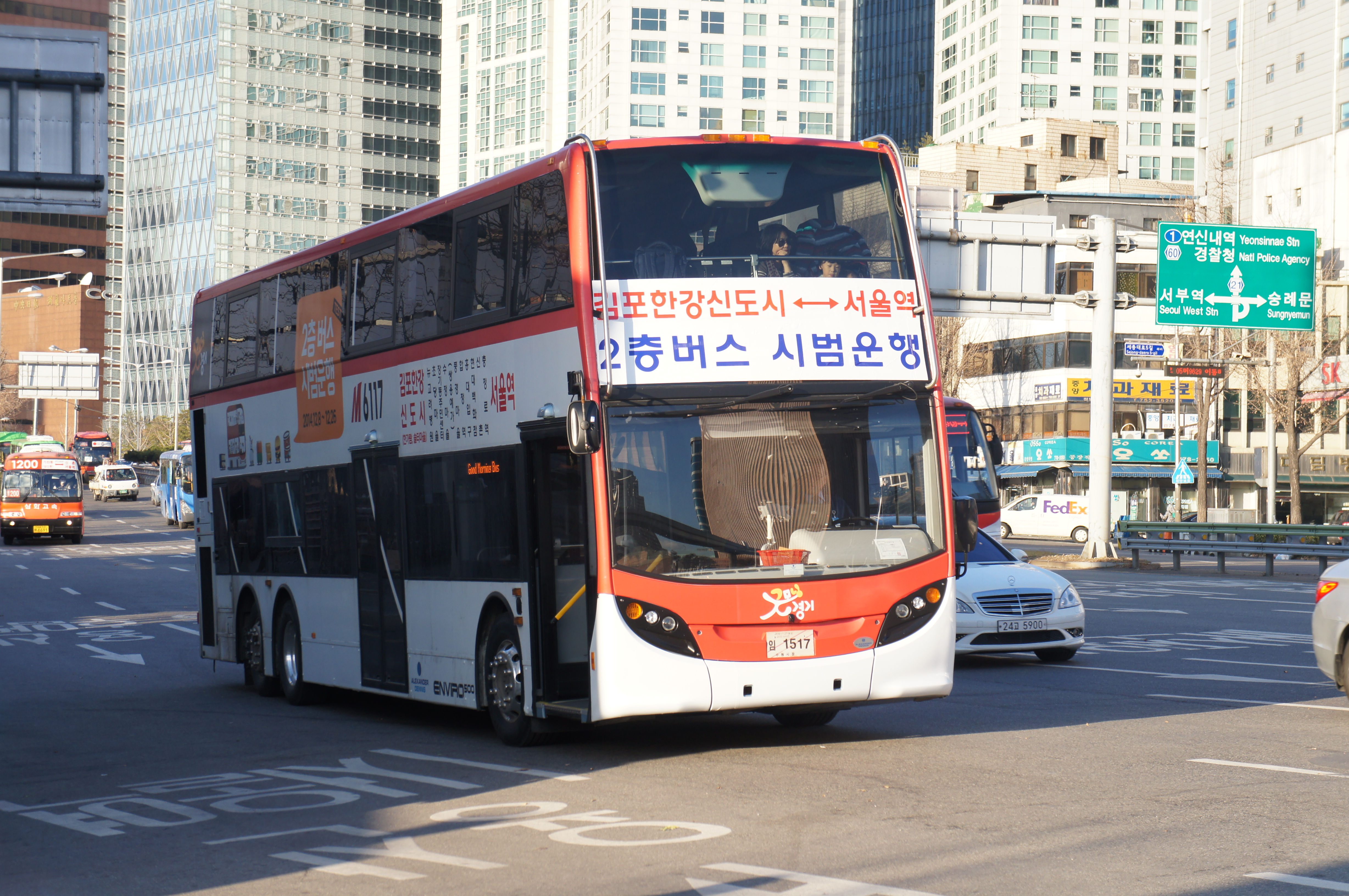
京畿道広域直行バスで試用されたE500

### 北アメリカ

#### カナダ
BCトランジット、GOトランジット、オタワ市のOC Transpoで使用されている。

##### BCトランジット
BCトランジットは最初本製品を9台導入し、全て2005年初に営業運転が始まった。その中で、営業運転の前、2台が米国へ本製品のイベントに行った。それから、26台の購入が追加され、全て2008年に営業運転が始まった。

##### GOトランジット
オンタリオ州のGOトランジットは1台目が2007年から営業運転が始まり、ほかの11台が2008年4月頃より全く営業運転が始まっている。

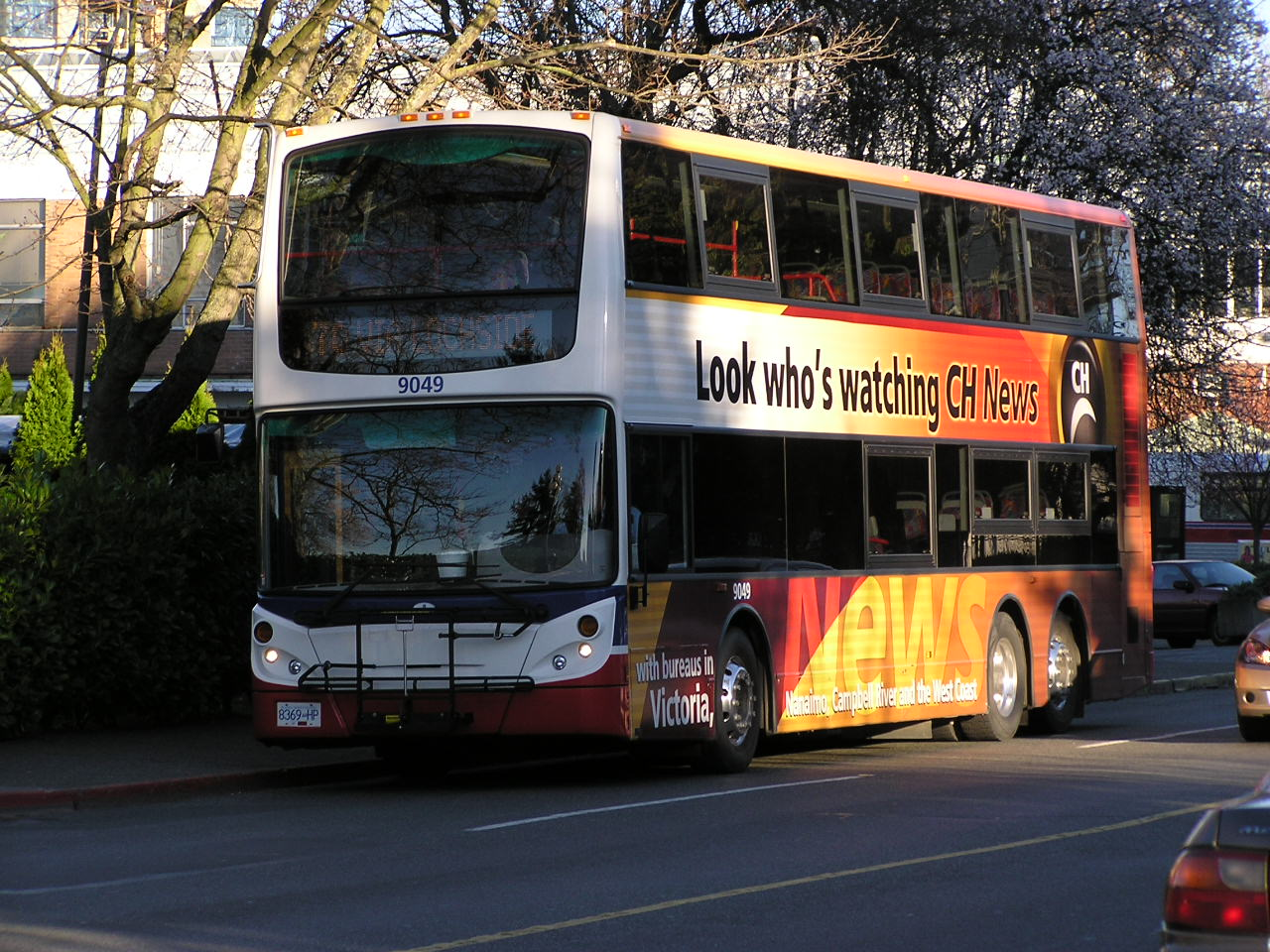
BCトランジットのE500バス、バスの前部では自転車を乗せることができる。
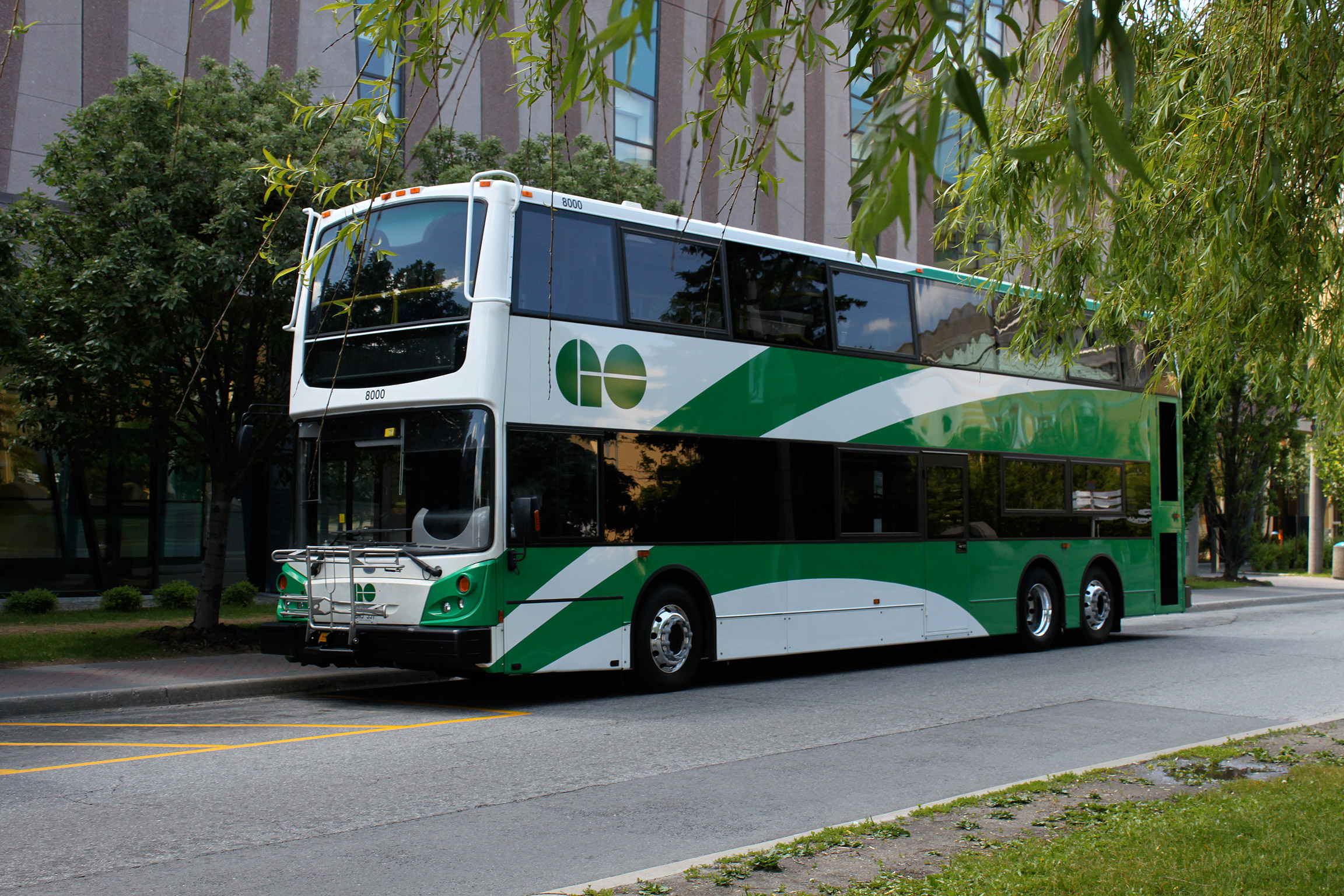
ヨーク大学前に停車中のGOトランジットのE500バス。
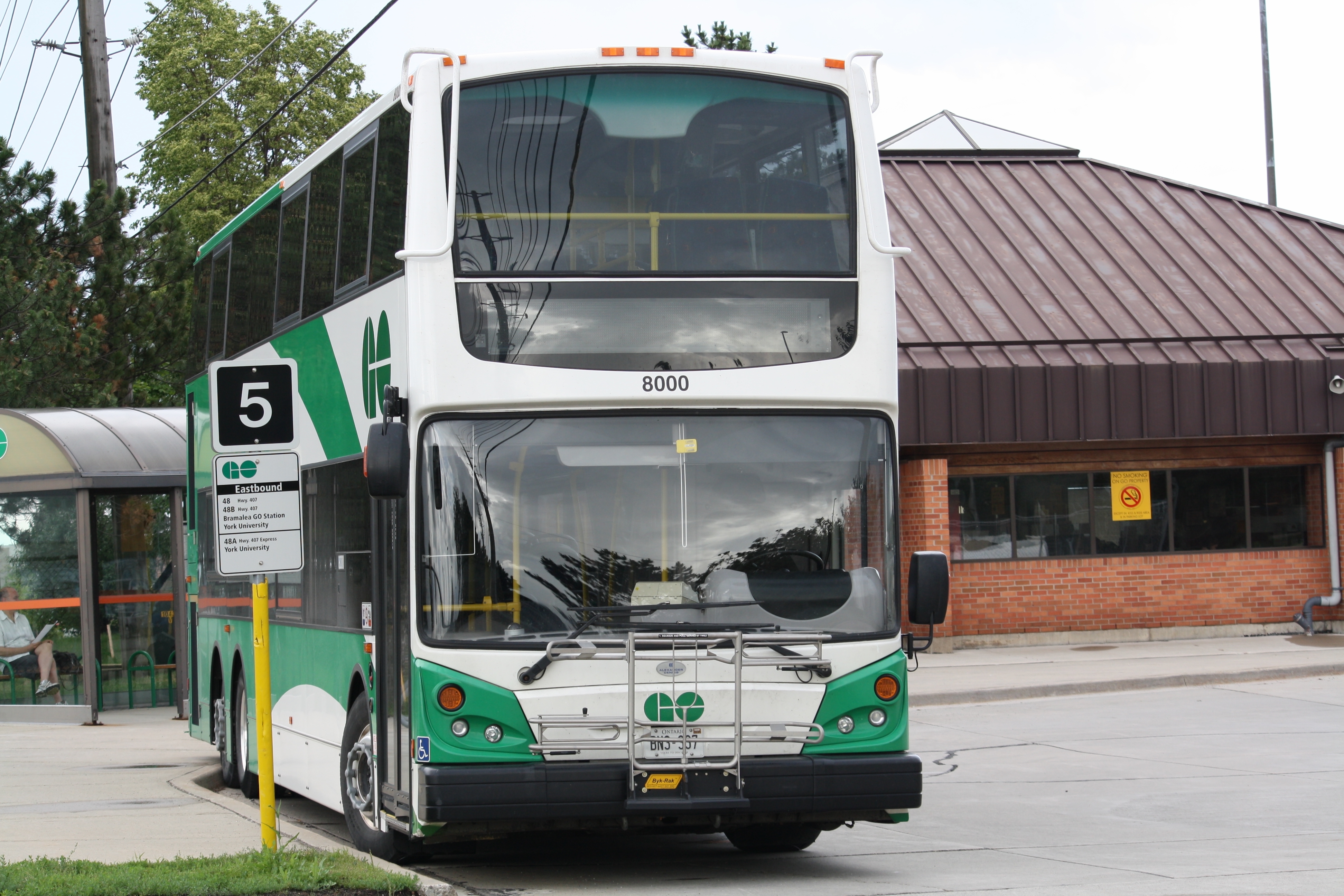
メドウヴェール・GO駅（Meadowvale GO Station）前に停車中のE500バス。
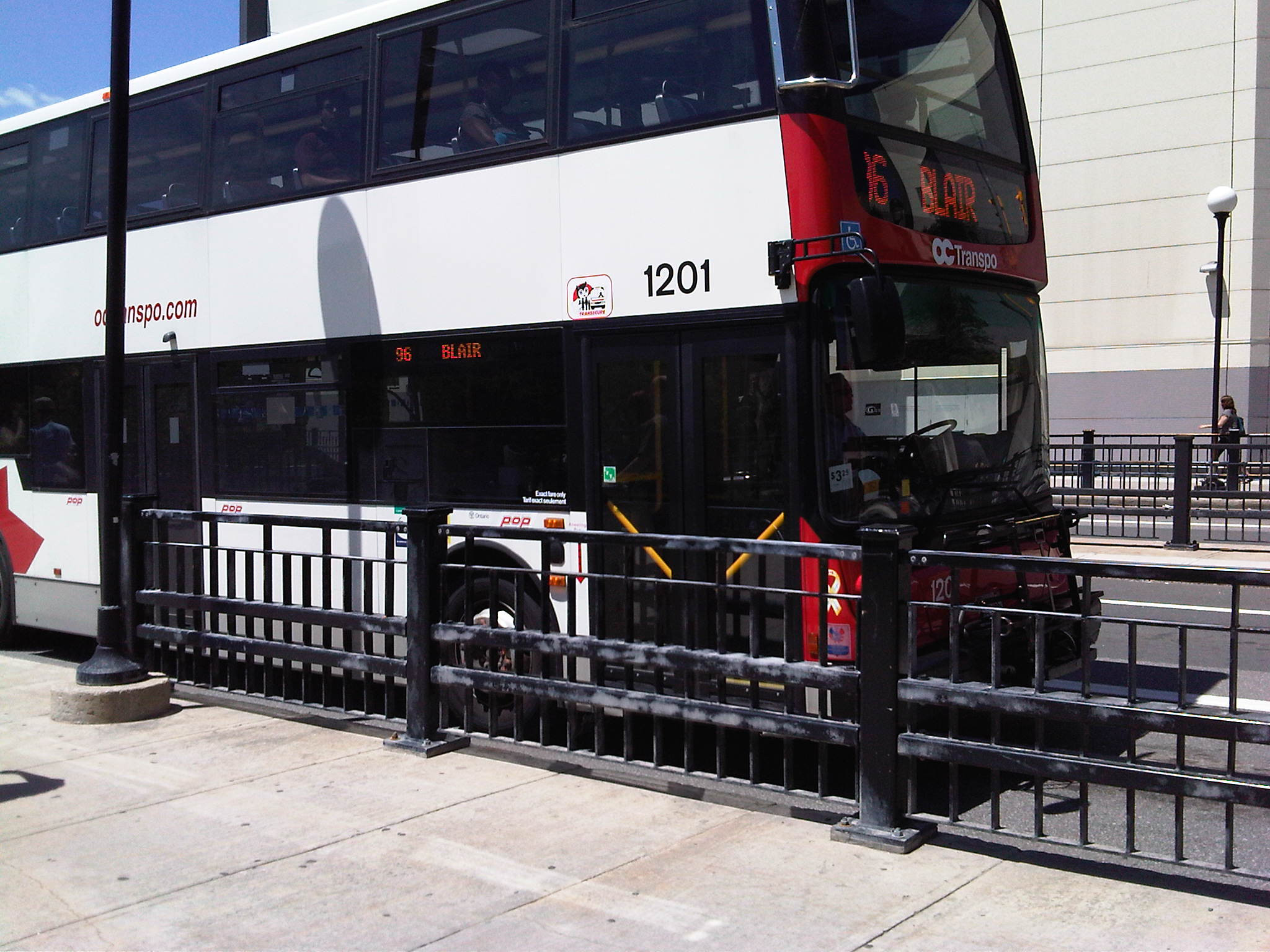
オタワ市のOC TranspoのE500バス。

#### 米国

##### グレイライン
観光バス会社のグレイライン社（Gray Line）は本製品20台を導入し、2005年の春より全て観光オープントップバスとしてニューヨーク市を営業運営している。そのほか、3台がサンフランシスコ市で走行している。

##### RTCトランジット
ラスベガスにあるRTCトランジット（以前のCAT）はカジノの送迎バス及びアウトレットモール循環線として50台を導入した。そのほか、系統103、107、109A、110、115、202、204などの路線にも走行して、全ての本製品は2005年10月に営業運営が始まっている。
ネバダ州の凄くの猛暑と乾燥の天気に対策し、冷房器の冷房能力もエンジンの冷却も強化されている。
2006年10月、RTCトランジットが本製品の購入を40台追加し、一部のバスは2007年末に営業運転を開始している。更に、40台の購入を追加され、2008年4月に運ばれた。その40台の長さは従来の12メートルから12.8へ延長され、2階部分に連絡階段も従来の1本から2本に増えている。
番号224のバスは2006年7月19日の夜に州間高速道路15号線でトラックと衝突したため、事故廃車になってしまった。

##### レズカー・ルージュ
レズカー・ルージュ（Les Cars Rouges）が本製品をオープントップバスとして16台導入した。その中で、8台はサンフランシスコ市を走行し、ほかの8台はワシントンを走行する。

##### SLOトランジット
サンルイスオビスポにあるSLOトランジットが本製品を1台を導入し、2010年9月より営業運転を開始した。そのバスの番号は0963、SLOターミナルとカリフォルニア理工州立大学循環連絡系統4を走っている。

##### コミュニティー・トランジット
シアトルの北西部のコミュニティー・トランジット（Community Transit）は2007年8月1日に本製品を1台導入し、平日のラッシュ時で中心部との連絡通勤系統を走行している。それから、120台を追加され、最初の23台は2010年に運ばれ、次の97台は2011年〜2012年の間に運ばれた。

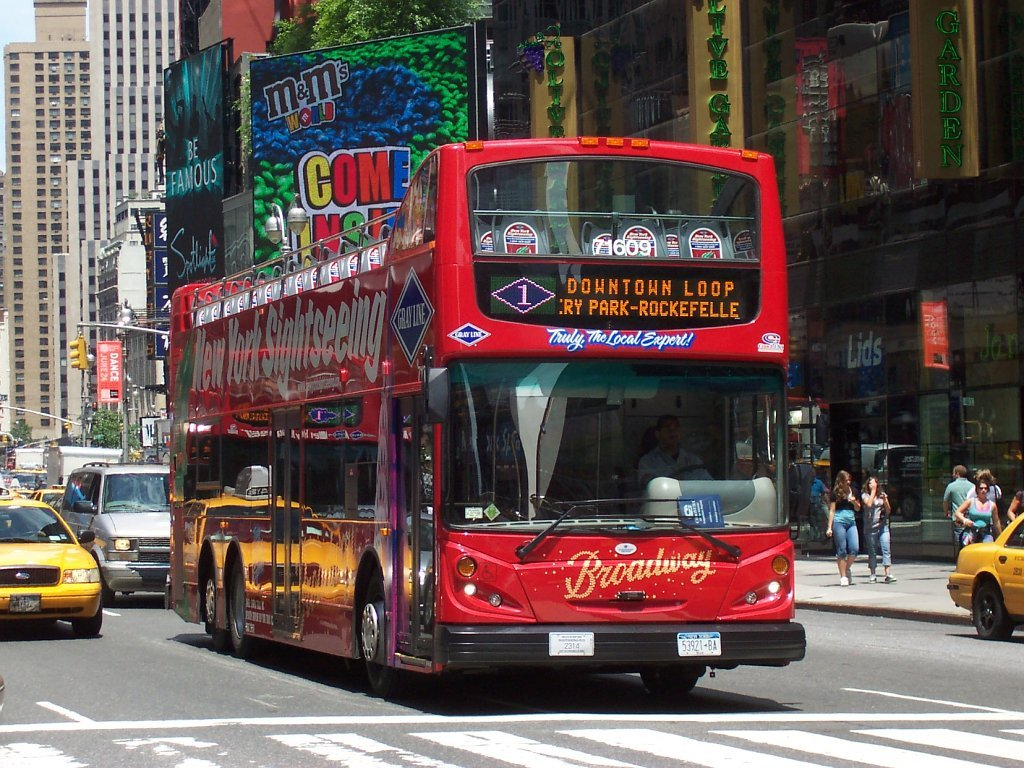
グレイラインのオープントップの化E500はニューヨーク市にある
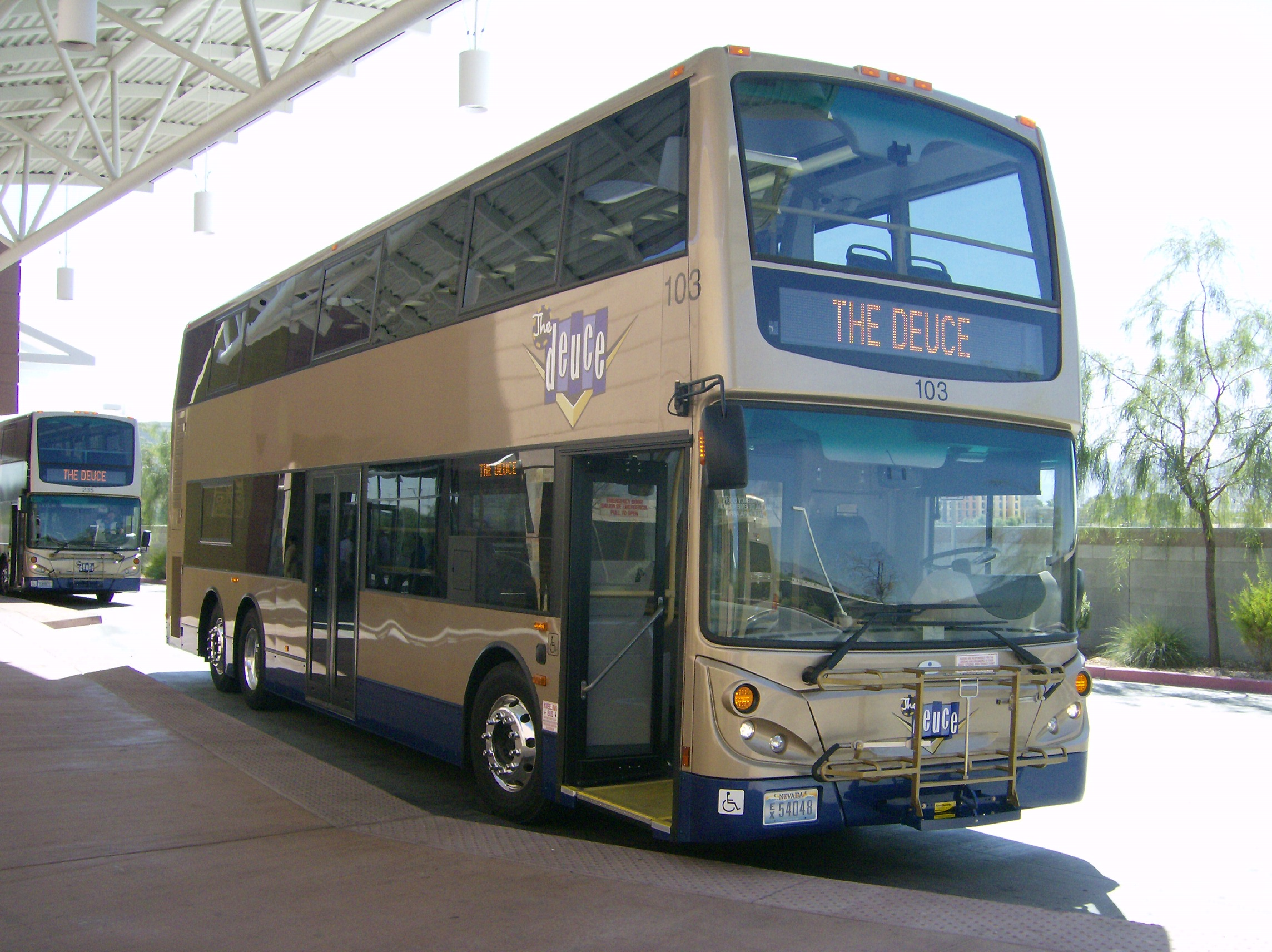
ラスベガスにあるCATのE500
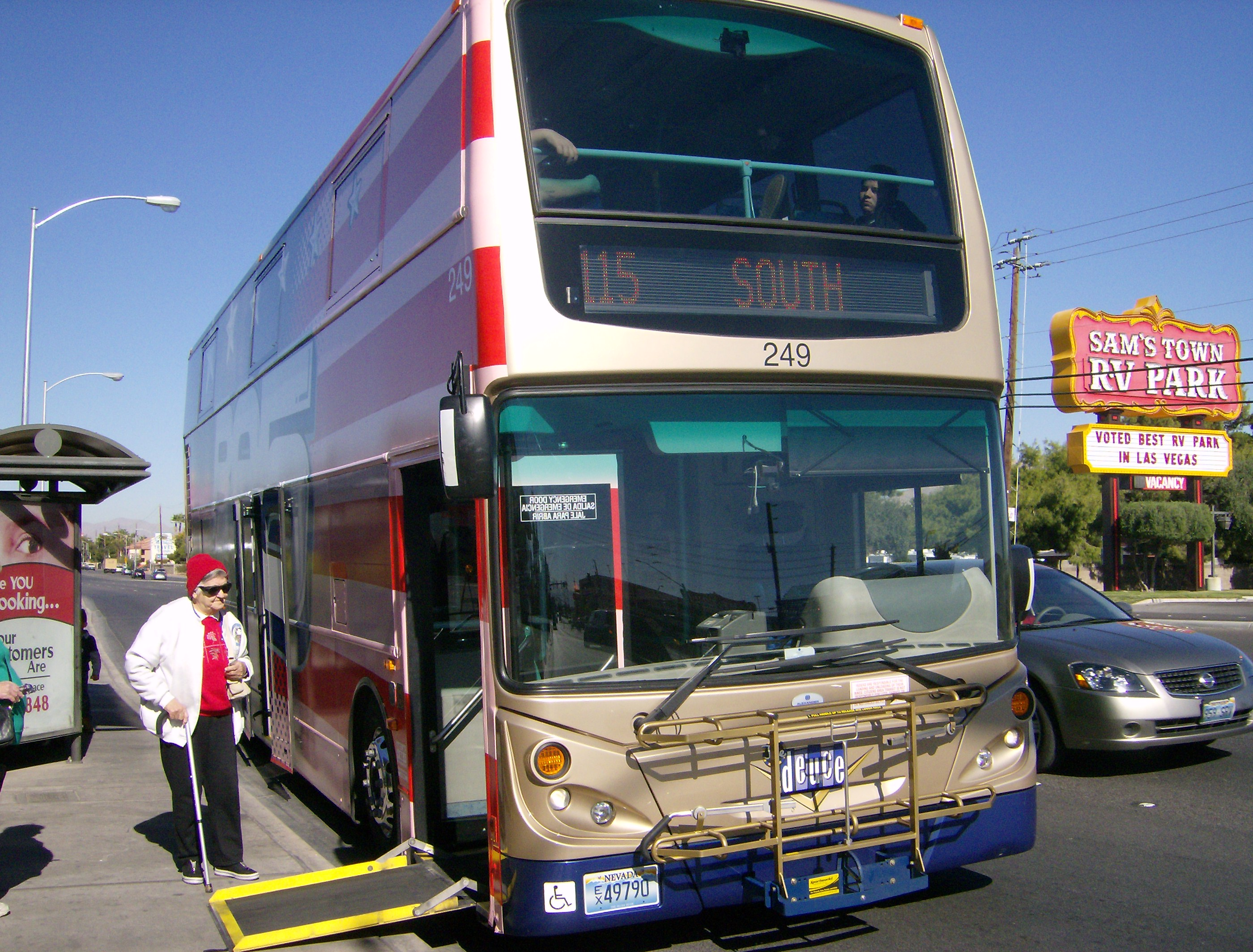
前部の扉は車いすスロープが設けられる
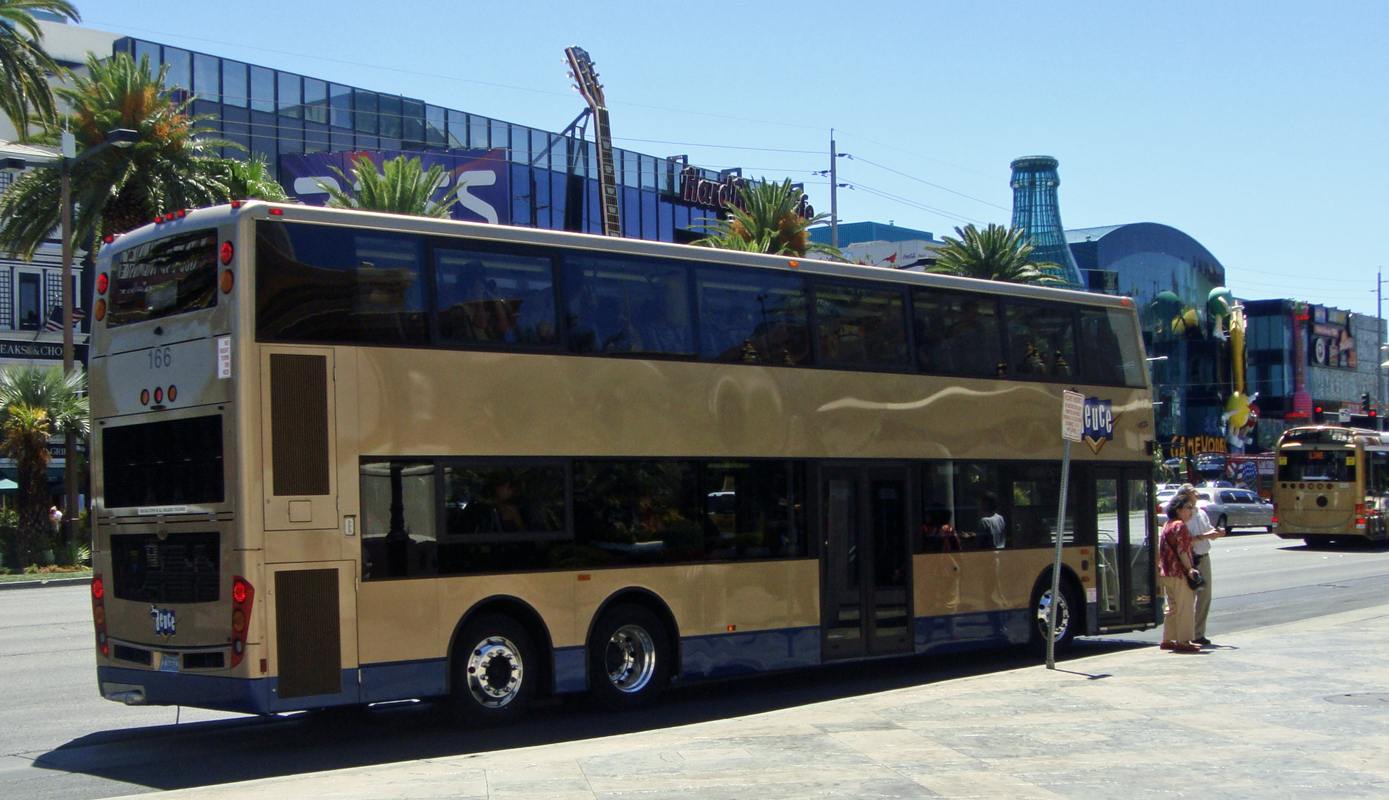
強化されたエアコンとエンジンの冷却
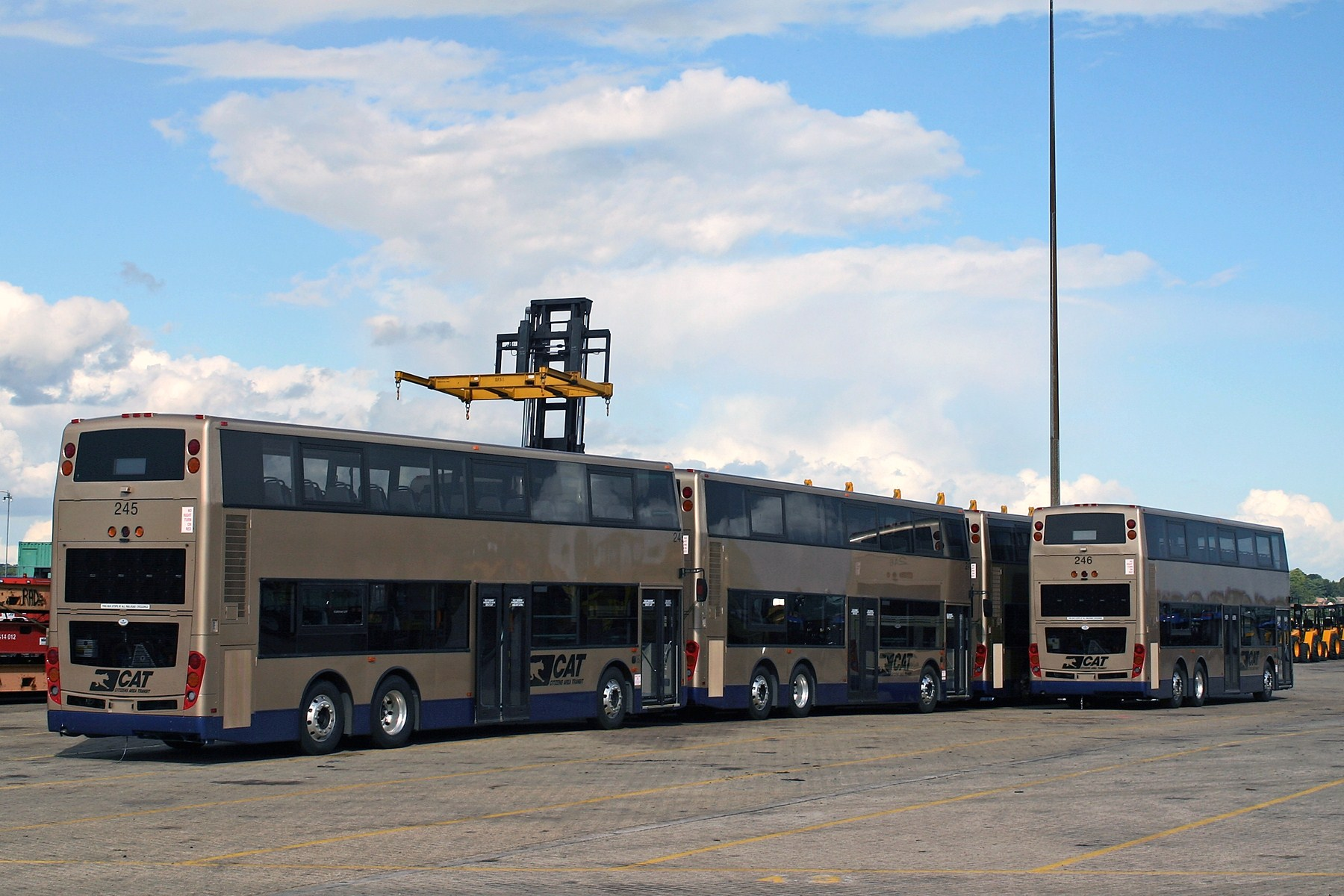
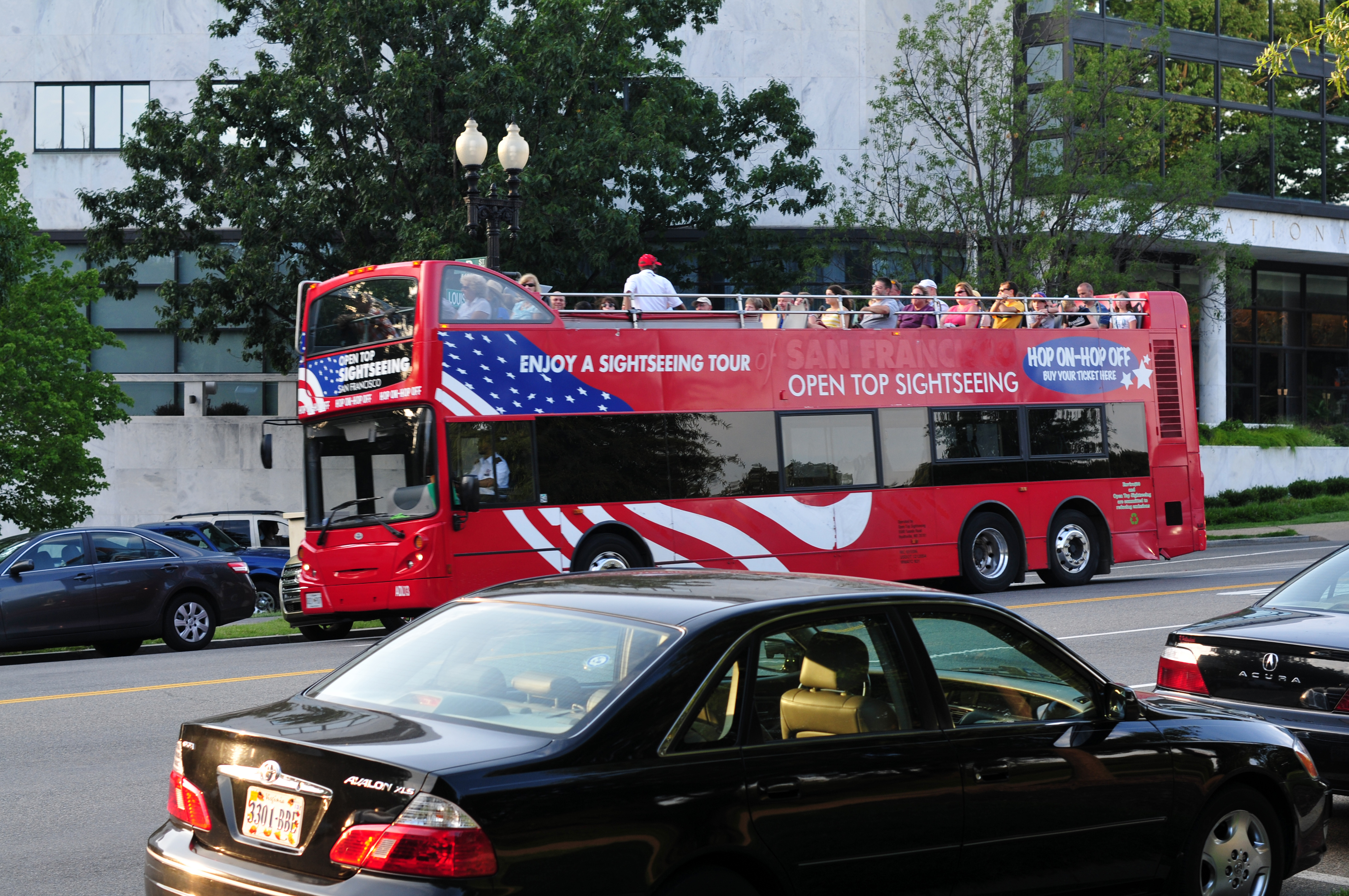
ワシントンにあるレズカー・ルージュのE500
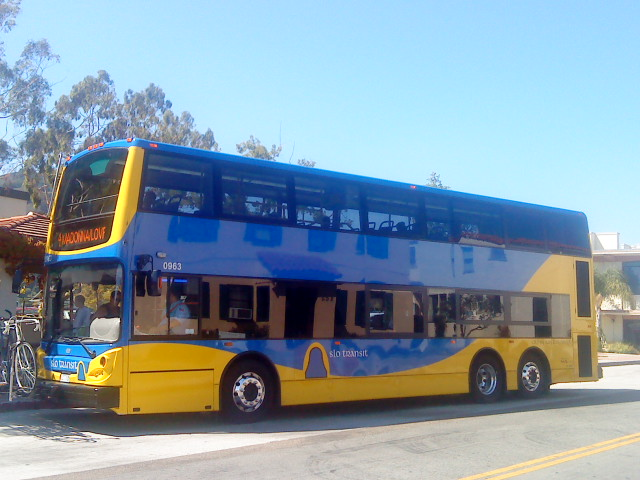
SLOトランジットのE500
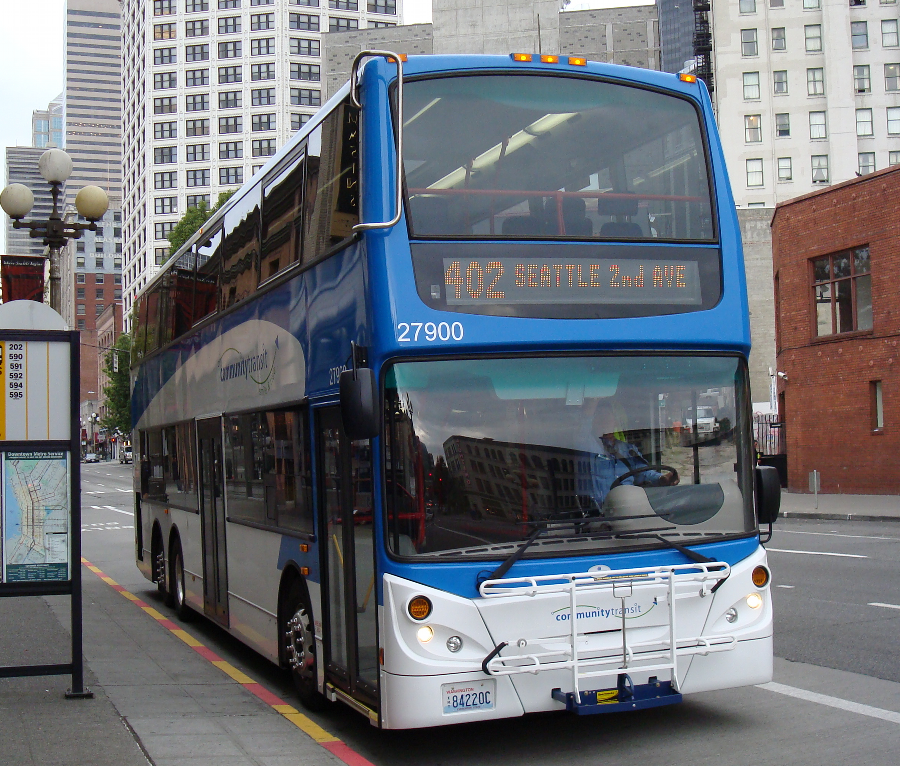
コミュニティー・トランジットのE500

### ヨーロッパ

#### イギリス本土
2005年ごろから、アレクサンダー・デニス・E500車体が使われるボルボ・B9TLが導入されている。